# ペルネブ
ペルネブ（Perneb）は古代エジプトのエジプト第2王朝の時期の王子・司祭。

## 生涯
ペルネブの名前はサッカラにあるA墓内で見つかった複数の粘土板で見つかっており、これは同時期にファラオであるヘテプセケムイとラーネブに起因する可能性がある。この状況から、ペルネブの家族の起源について議論が起こっているが、彼が誰の息子であるのかは未だはっきり結論付けられていない。エジプト学者のエイダン・ドドソンはペルネブの名前がヘテプセケムイの墓にあったことを理由として、ヘテプセケムイの息子だと推定している。
ペルネブは「ソペドの司祭」という、古代エジプト初期では非常に珍しい称号を持っていたことで知られている。ソペドは古代エジプトの初期においてはめったに言及されることがない神であった。ソペドの信仰の拠点はナイル川デルタ東部のイプチュと呼ばれる街のどこかにあったが、その街の正確な位置やペルネブの埋葬地については分かっていない。